# Phrynobatrachus ghanensis
Phrynobatrachus ghanensis är en groddjursart som beskrevs av Schiøtz 1964. Phrynobatrachus ghanensis ingår i släktet Phrynobatrachus och familjen Phrynobatrachidae. Inga underarter finns listade i Catalogue of Life.
Detta groddjur förekommer i södra Ghana och sydöstra Elfenbenskusten. Arten lever i kulliga regioner och i bergstrakter mellan 500 och 1000 meter över havet. Phrynobatrachus ghanensis vistas i regnskogar, i träskmarker och nära vattenansamlingar även i skogar och vid skogskanter. Ungarnas utveckling sker i små pölar.
Skogsområden med bambu skövlas i samband med religiösa aktiviteter. Regionalt leds giftigt avvatten i bäckarna. En del av föroreningen kommer från gruvdriften. I regionen finns Banco nationalparken och två andra skyddszoner. Utbredningsområdet antas vara 2000 till 2500 km² stort. IUCN kategoriserar arten globalt som nära hotad.